# استرافشان
استرافشان (بالطاجيكية: Истаравшан )‏ هي مدينة، في طاجيكستان، تقع في صغد، بلغ عدد سكانها 57,400 نسمة، تبلغ مساحتها 900 كيلومتر مربع، رمزها البريدي هو 735610.

## المناخ
يظهر الجدول التالي التغييرات المناخية على مدار السنة لاسترافشان:
| البيانات المناخية لـاسترافشان     | البيانات المناخية لـاسترافشان | البيانات المناخية لـاسترافشان | البيانات المناخية لـاسترافشان | البيانات المناخية لـاسترافشان | البيانات المناخية لـاسترافشان | البيانات المناخية لـاسترافشان | البيانات المناخية لـاسترافشان | البيانات المناخية لـاسترافشان | البيانات المناخية لـاسترافشان | البيانات المناخية لـاسترافشان | البيانات المناخية لـاسترافشان | البيانات المناخية لـاسترافشان | البيانات المناخية لـاسترافشان |
| الشهر                             | يناير                         | فبراير                        | مارس                          | أبريل                         | مايو                          | يونيو                         | يوليو                         | أغسطس                         | سبتمبر                        | أكتوبر                        | نوفمبر                        | ديسمبر                        | المعدل السنوي                 |
| --------------------------------- | ----------------------------- | ----------------------------- | ----------------------------- | ----------------------------- | ----------------------------- | ----------------------------- | ----------------------------- | ----------------------------- | ----------------------------- | ----------------------------- | ----------------------------- | ----------------------------- | ----------------------------- |
| متوسط درجة الحرارة الكبرى °م (°ف) | 3.2 (37.8)                    | 5.3 (41.5)                    | 11.2 (52.2)                   | 18.9 (66.0)                   | 24.5 (76.1)                   | 30.2 (86.4)                   | 32.8 (91.0)                   | 31.4 (88.5)                   | 26.7 (80.1)                   | 19.1 (66.4)                   | 11.2 (52.2)                   | 5.4 (41.7)                    | 18.3 (65.0)                   |
| متوسط درجة الحرارة الصغرى °م (°ف) | −5 (23)                       | −3.4 (25.9)                   | 1.8 (35.2)                    | 7.6 (45.7)                    | 11.5 (52.7)                   | 15.3 (59.5)                   | 17.3 (63.1)                   | 15.3 (59.5)                   | 10.3 (50.5)                   | 5.3 (41.5)                    | 0.7 (33.3)                    | −2.5 (27.5)                   | 6.2 (43.1)                    |
| الهطول مم (إنش)                   | 56 (2.2)                      | 53 (2.1)                      | 81 (3.2)                      | 80 (3.1)                      | 60 (2.4)                      | 12 (0.5)                      | 6 (0.2)                       | 1 (0.0)                       | 6 (0.2)                       | 38 (1.5)                      | 38 (1.5)                      | 54 (2.1)                      | 370 (14.6)                    |
| المصدر: climate-data.org          |                               |                               |                               |                               |                               |                               |                               |                               |                               |                               |                               |                               |                               |

## معرض صور

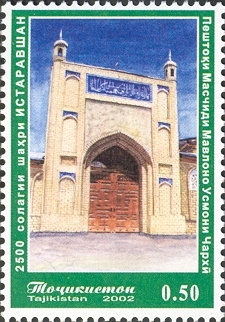
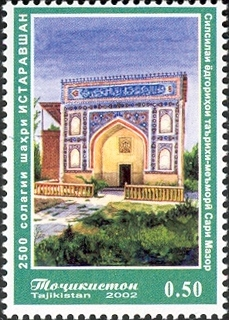
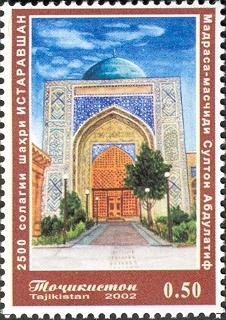
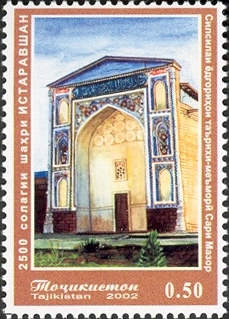

## مدن توأم
المدن التوأم:
- كراسنويارسك (منذ 2000).